# Bois du Cazier
Bois du Cazier egykori szénbánya a belga Marcinelle városában, amely leginkább arról a bányászati katasztrófáról ismert, amely 1956. augusztus 8-án 262 bányász halálát okozta. A helyszín Vallónia főbb bányatelepeinek egyikeként 2012 óta a világörökség része. Jelenleg a vallon ipar történetének és az 1956-os katasztrófának szentelt múzeum- és emlékhely, az ipari örökségek európai útvonalának
és 2017 óta az Európai Örökség része.

## Története
A Bois du Cazier területén folyó szénbányászat története I. Vilmos holland király 1822. szeptember 30-án kiadott rendeletéig nyúlik vissza; amelyben engedélyt adott a bányászat megkezdésére. A terület tulajdonosa és a bánya névadója Jean-Baptiste De Cazier volt. A komplexum elnevezése egy átírási hiba miatt változott du Cazierre. 1898 után a helyszín a charbonnages d'Amercœur társaság tulajdonába került, és a Société anonyme du Charbonnage du Bois du Cazier üzemeltette. 
A helyszínen két akna működött, amelyek 765 méter (2510 láb) és 1035 méter (3396 láb) mélyek voltak. Az 1950-es évek közepén nyitották a Foraky-tengely néven ismert harmadik aknát, ami 1175 méteres volt.
1955-re a bánya évente 170 557 tonna szenet termelt és összesen 779 munkást foglalkoztatott, többségében migráns munkavállalókat.

## A baleset – 1956. augusztus 8.

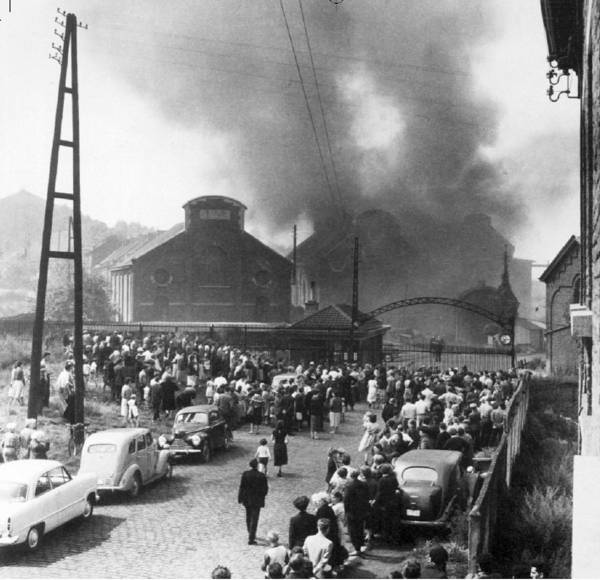
Ég a bánya, a családtagok a főbejárat előtt várják a híreket.

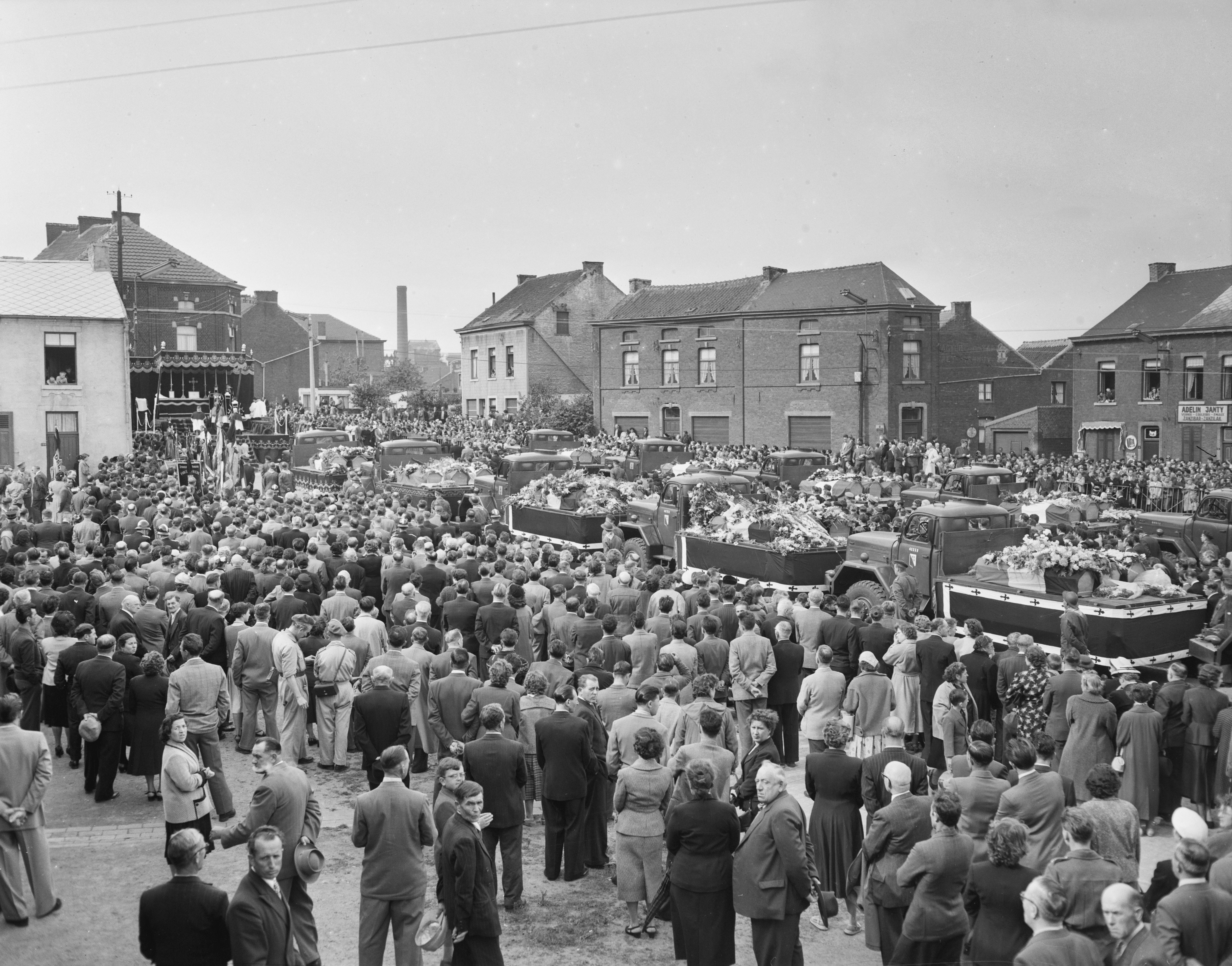
A temetés

1956. augusztus 8-án 975 méter mélyen tűz ütött ki a bányában. A tűz közvetlen oka emberi mulasztás volt: egy munkás rosszul helyezte el a kocsit a teherliftben és ahogy a felvonó mozogni kezdett kiszakadt egy gerenda, elszakadt négy elektromos kábel, és a sűrített levegő vezeték megsérült. A helyzetet rontotta, hogy a hidraulikus mérleg olajnyomás vezetéke is eltört. Végzetes láncreakció alakult ki, ami hatalmas tüzet okozott.
A belga, francia és német tűzoltók 15 napon át küzdöttek a tűz ellen és a túlélők kimentéséért. A baleset idején a föld alatt tartózkodó 275 bányász közül mindössze tizenhárman élték túl. 
A halottak a többsége vendégmunkás volt: 136 fő olasz, 95 belga, nyolc lengyel, hat görög, öt német, öt francia, három magyar, egy brit, egy holland, egy orosz és egy ukrán volt a halottak között.
Négy hónapba telt az utolsó bányászok maradványainak kiemelése. Ez volt a belga történelem legsúlyosabb bányabalesete.

## Működés a bányakatasztrófa után
A nagy horderejű katasztrófa, átalakította az olasz-belga kapcsolatokat. Olaszország felmondta az 1946-ban Belgiummal kötött migrációs megállapodást. A belga kormány máshol kezdett munkavállalókat keresni, kétoldalú megállapodásokat írt alá Spanyolországgal és Görögországgal, és később tömeges bevándorlást indított el Marokkóból és Törökországból. A férfiak sztrájkoltak más telepeken, mert rájöttek, hogy az életüket is komoly veszély fenyegeti.
A balesetnek szélesebb körű következményei is voltak. 1957-ben az Európai Szén- és Acélközösség Főhatósága nemzetközi konferenciát hívott össze, ami a bányászati biztonsági előírások felülvizsgálatához és új műszaki szabványokhoz vezetett. 
A Bois du Cazier kisebb kapacitással a baleset után tovább üzemelt. A huszadik század hatvanas éveire a napi termelés 50 tonnára csökkent, majd a bányászok tiltakozásai ellenére 1967-ben teljesen leállt a kitermelés és a bányát bezárták.
1990. május 28-án nemzeti műemlékké nyilvánították az üzemet, majd 2002-ben múzeumként nyitották meg. 2012 óta további három Vallon bányaipari komplexummal együtt az UNESCO világörökségi helyszíne.

## Bois du Cazier mint múzeum
Bois du Cazier napjainkban múzeum és Belgium legsúlyosabb bányászati katasztrófájának emlékműve. 
A bányaépületekben Ipari Múzeum (Musée d'Industrie) kapott helyet Belgium ipartörténetének műtárgyaival, itt működik az 1956-os bányakatasztrófa Emlékmúzeuma, és 2007 óta a charleroi-i üvegmúzeum (Musée du Verre de Charleroi). A 25 hektáros parkosított területen túraútvonalak vezetnek a három meddőhányóhoz.

## Érdekességek
- Tiberio Murgia(wd) olasz színész Bois du Cazierben dolgozott az 1950-es évek közepén.
- Salvatore Adamo belga énekes édesapja olasz bevándorló volt és Marcinelleben dolgozott.
- Elio Di Rupo belga miniszterelnök, egy olasz bányász fia.

## Galéria

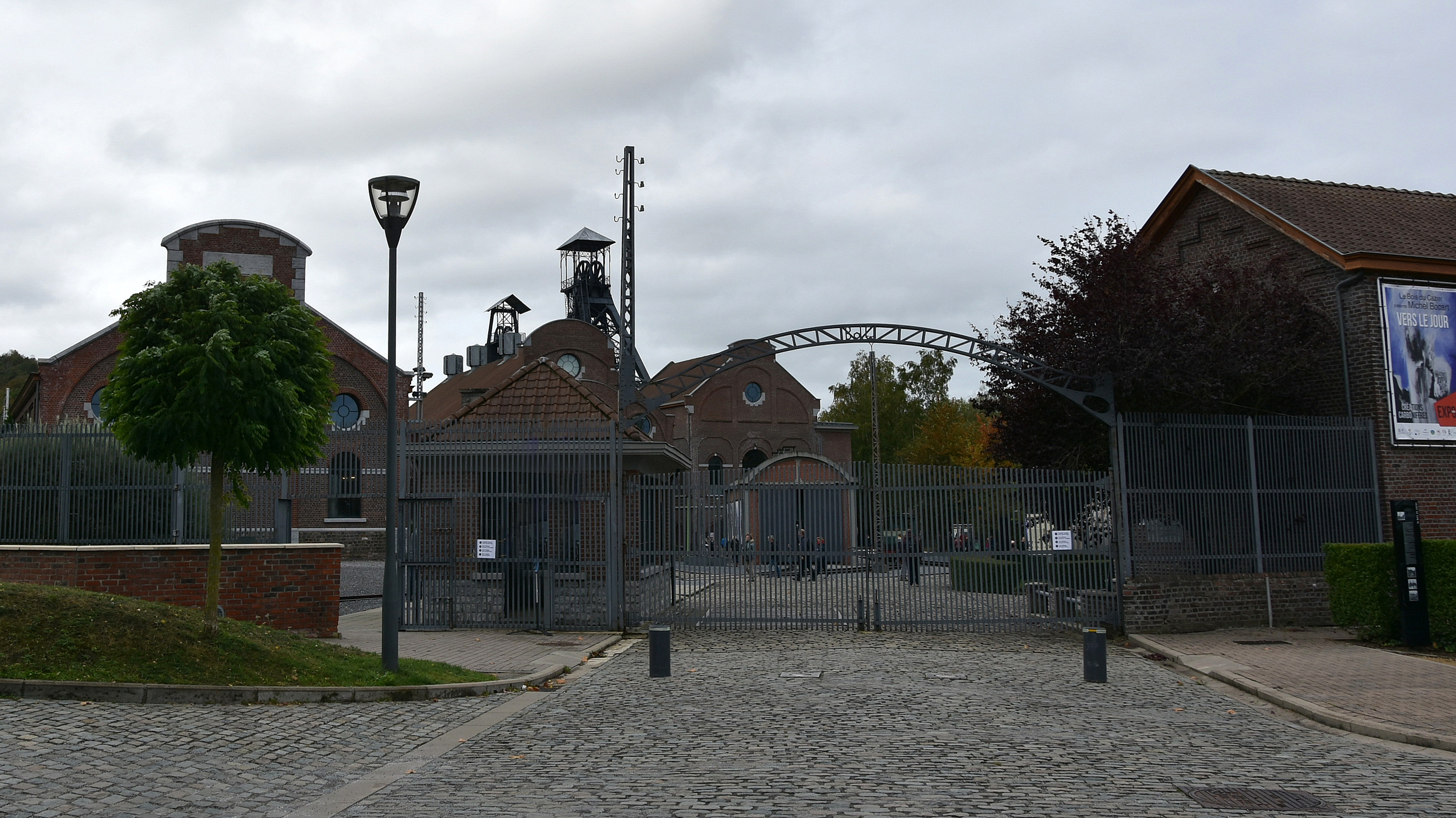
A főkapu
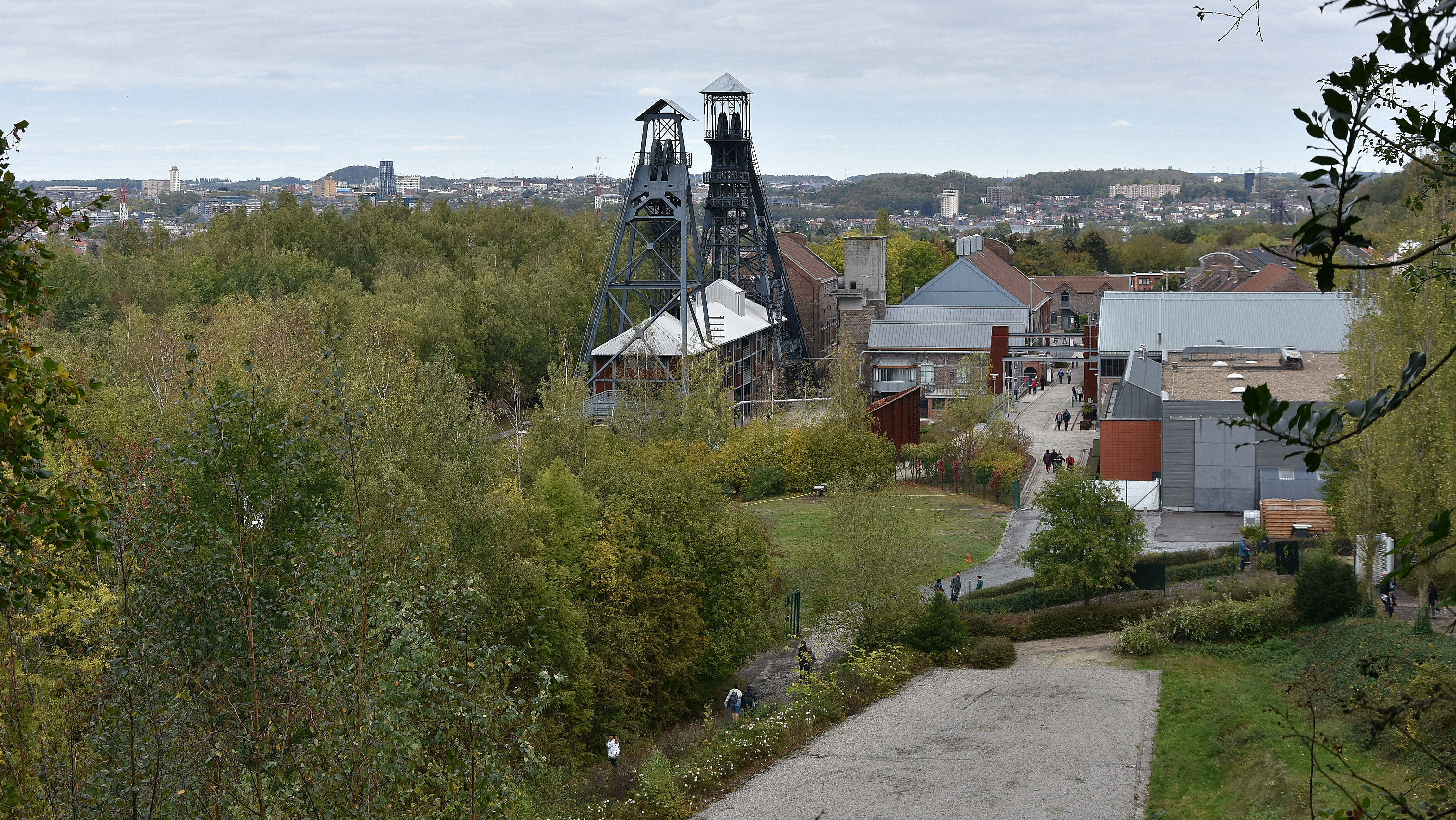
Panoráma az egyik meddőhányóról
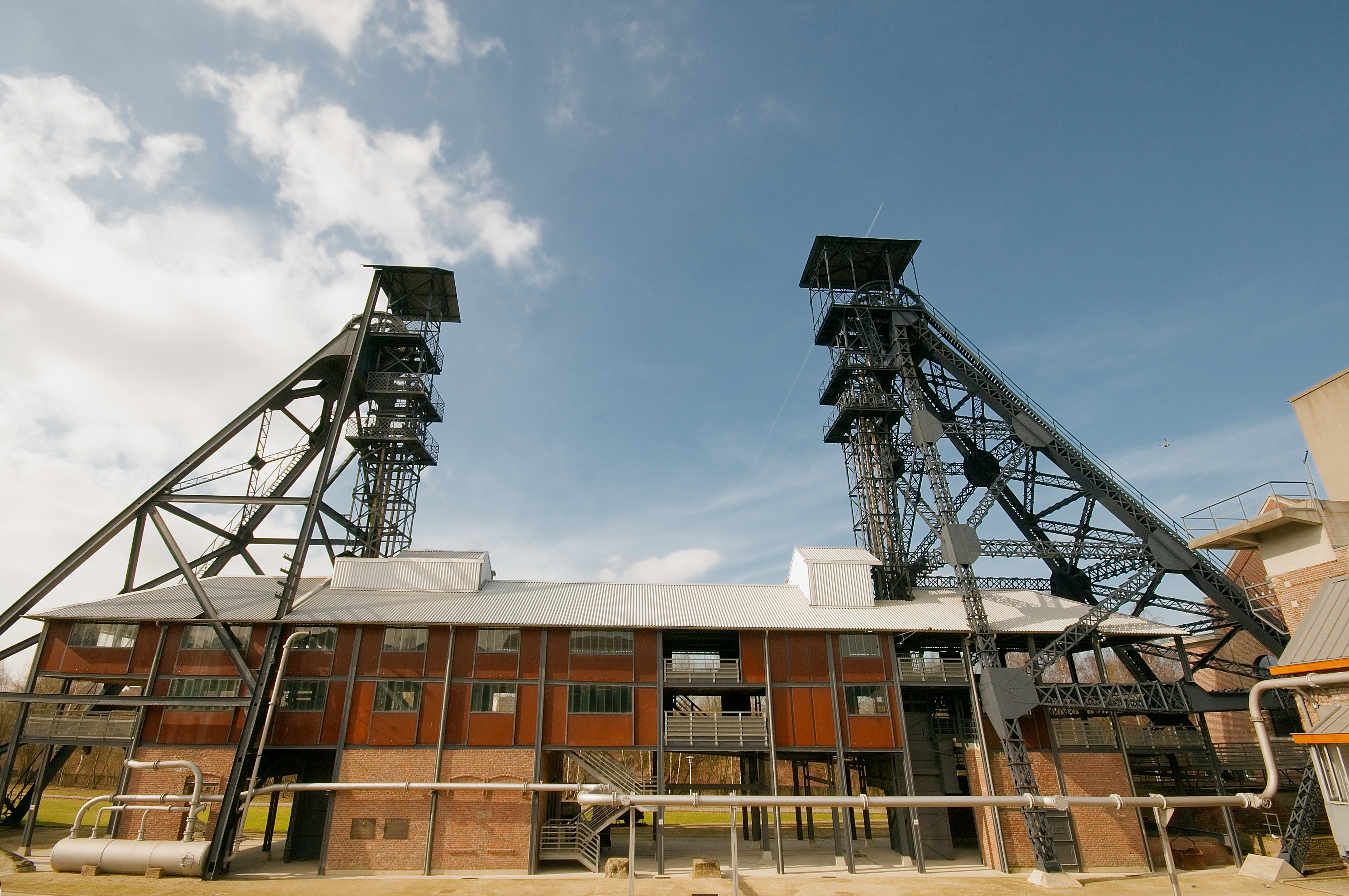
Aknatornyok
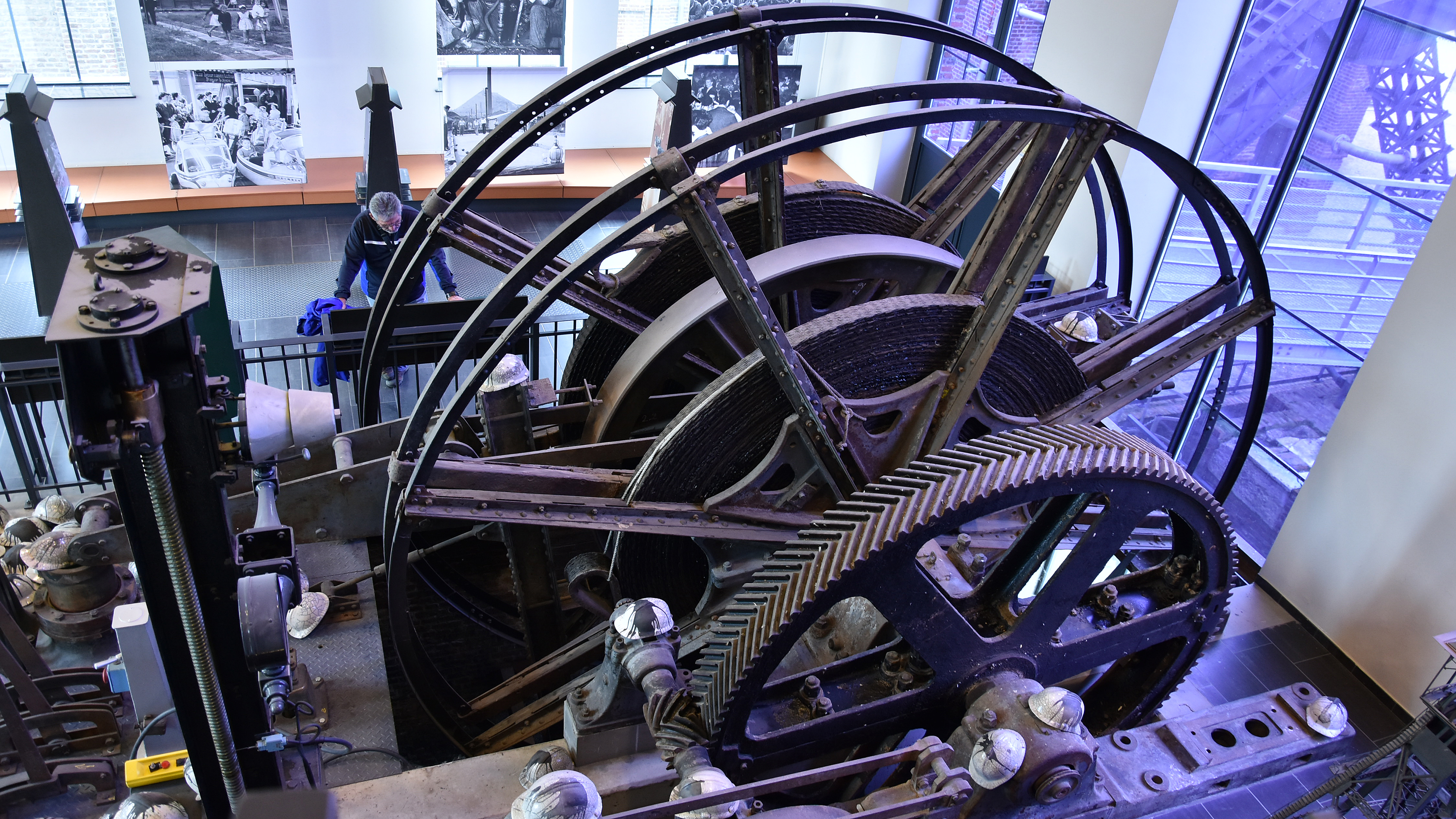
A twill felszedő gép oldalnézete
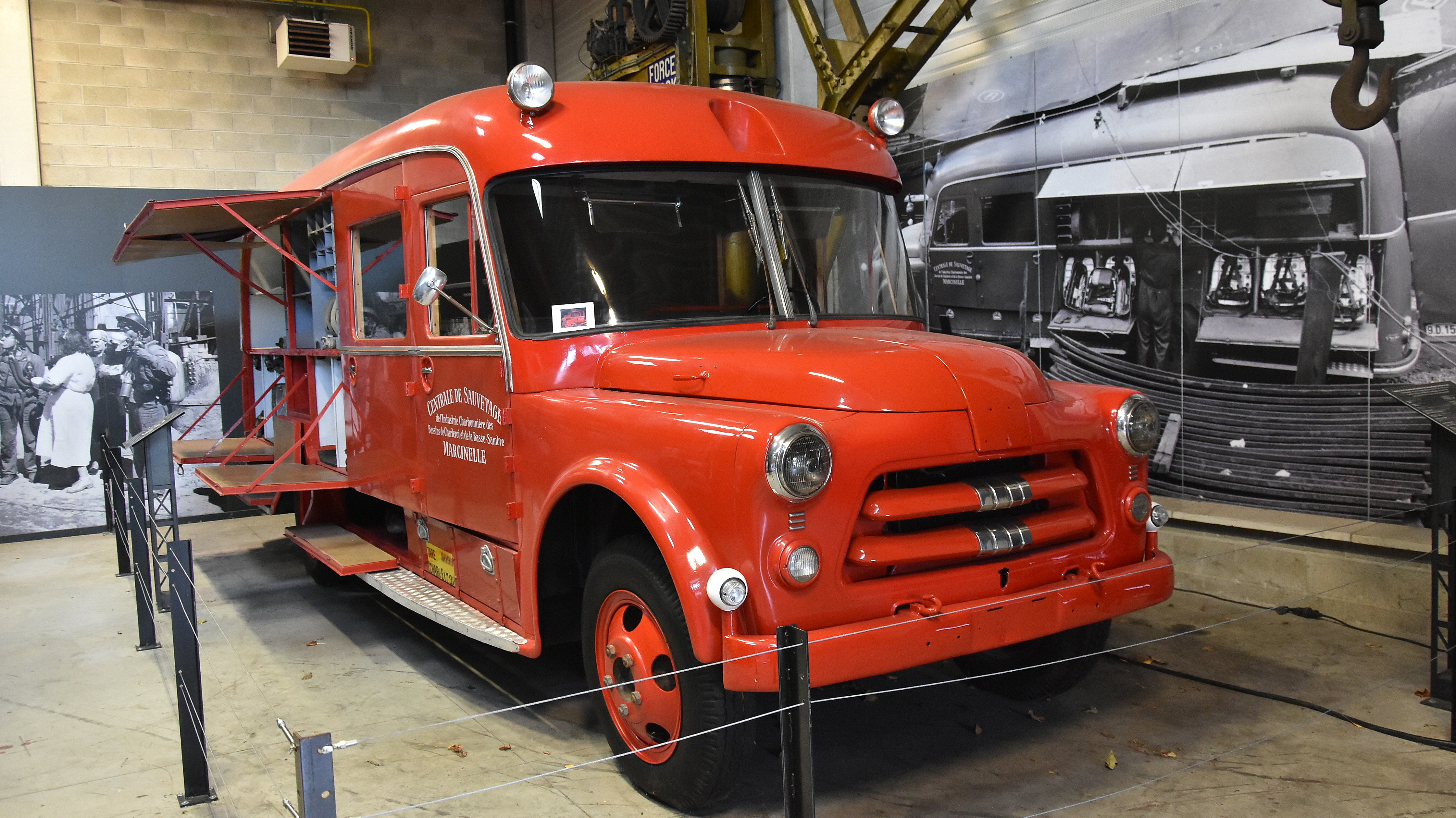
A beavatkozó teherautó
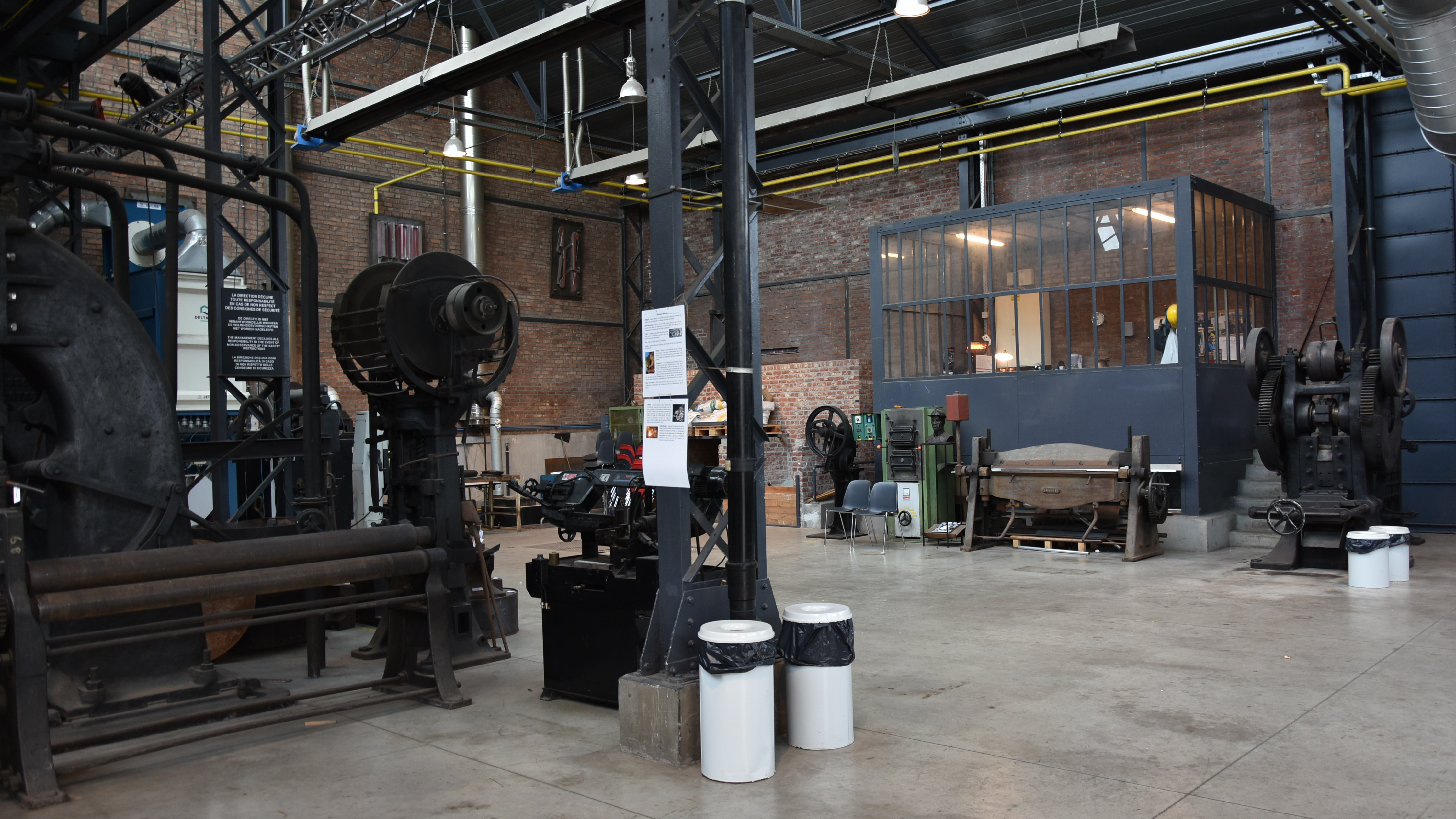
Műhely

## Lásd még
Inferno Below – A katasztrófát a háború utáni belga és olasz történelem egyik fő pillanatának tekintik, és 2003-ban készült róla az Inferno Below című dokumentumfilm, amely a Festival International de Programs Audiovisuels díjat nyert.